# Gongshu
Gongshu (fil) är ett av åtta stadsdistrikt i Hangzhou i Zhejiang-provinsen i östra Kina.
Befolkningen uppgick till 429 292 invånare vid folkräkningen år 2000.

## Administrativ indelning
Distriktet var år 2000 indelat i sex gatuområden, som utgör en del av Hangzhous centralort, samt fyra småstäder.
Gatuområden (jiedao):
- Daguan, Gongchen, Hemu, Hushu, Mishixiang, Xiaohe

Köpingar (zhen):
- Banshan, Kangqiao, Shangtang, Xiangfu

Den största orten i distriktet, utanför centrala Hangzhou, är Shangtang med 80 911 invånare år 2000.